# 長沼宗政
長沼 宗政（ながぬま むねまさ）は、鎌倉時代前期の武将・御家人。長沼氏・皆川氏の祖。

## 生涯
応保2年（1162年）、下野国の有力豪族・小山政光の次男として誕生。通称は五郎。
治承4年（1180年）10月、源頼朝が富士川の合戦以降、地歩を固めると、宗政もこれに従った。寿永2年（1183年）、志田義広を討った（野木宮合戦）。同年、兄・小山朝政、弟・結城朝光と同時期に所領（下野国長沼荘）を与えられたと推測されている。
元暦元年（1184年）1月、源義仲が討死した後、平家追討では源範頼軍に加わっている。約半年後、朝政、朝光とともに再び平家追討の軍に加わった。文治元年（1185年）1月6日付で、頼朝から範頼に宛てた書状には、「小山の者ども、いづれをも殊に糸惜しく給ふべし。あなかしこ、あなかしこ」と記されている。また、3月11日付で、宗政、朝政を含め計12名に頼朝から激励の親書を与えられた。
文治5年（1189年）7月、頼朝の奥州合戦に従軍した。奥州藤原氏の滅亡後、恩賞地として陸奥国南会津南山を与えられた。信濃国善光寺地頭職を与えられたが、承元4年（1210年）8月に改替。正治2年（1200年）11月、美濃国大榑荘の地頭職を得た。その後、建仁3年（1203年）の比企能員の変、元久2年（1205年）の畠山重忠の乱に北条氏方として従っている。
建暦3年（1213年）9月、元久2年（1205年）の畠山重忠の乱で討たれた畠山重忠の末子で日光に住む重慶が謀反を企てるとの報が届くと、将軍源実朝は宗政に生け捕りを命じるが、宗政は重慶の首を斬り帰参した。実朝は「重忠は罪無く誅をこうむった。その末子が隠謀を企んで何の不思議が有ろうか。命じた通りにまずその身を生け捕り参れば、ここで沙汰を定めるのに、命を奪ってしまった。粗忽の儀が罪である」と述べると嘆息し、宗政の出仕を止める。それ伝え聞いた宗政は眼を怒らし「この件は叛逆の企てに疑い無し。生け捕って参れば、女等の申し出によって必ず許しの沙汰が有ると考え、首を梟した。今後このような事があれば、忠節を軽んじて誰が困ろうか」「当代は、蹴鞠を以って業と為し、武芸は廃るるに似たり、女性を以って宗と為し、勇士はこれなきごとし。また没収の地は、勲功の族に充てられず。多く以て青女等に賜う」と述べた（『吾妻鏡』建暦三年（1213年）九月二十六日条）。閏9月16日、兄・朝政の取り成しにより実朝は宗政を許した。
また、和田合戦でも和田義盛と戦った。
承久3年（1221年）の承久の乱にも従軍した。乱の収束後、同年6月25日、摂津国守護職および同国藍荘（現・三田市）の地頭職に補任された。さらに同年7月20日付で淡路国守護職および同国笑原保・上田保の地頭職に補任された。淡路国守護職は鎌倉時代末期まで長沼氏に相伝され、貞応2年（1223年）には淡路の大田文まで作成された。
寛喜2年（1230年）8月13日、嫡子・時宗に家督を譲った。時宗に示した譲状には、下野国長沼庄（芳賀郡）、同国小薬郷・同国御厩別当職、淡路国守護職、同国地頭職ならびに京・鎌倉の屋敷等と記されている。
嘉禎4年（1238年）3月、小山長村らとともに将軍・藤原頼経を供奉して上洛している。この間、兄・朝政が死去した。
仁治元年（1240年）11月19日に下野長沼荘で死去。享年79。
現在の神奈川県横浜市栄区長沼町には、かつて判官台と呼ばれた谷戸があり、宗政が鎌倉出仕のおりの居館趾とされる。その居館趾にある臨済宗の寺院、正安寺の開基は宗政であると伝えられている。

## 人物
『吾妻鏡』によると、些細なことでしばしば激昂するとても気性の荒い人物であったと伝えられており、問題発言も度々発したとされ、「荒言悪口の者」と評されている。
「当家の武勇はすべて自分に帰するものだ」と公言して憚らず（『吾妻鏡』正治二年（1200年）二月六日条）、海道十五カ国の民間の無礼を糺すためと称して頼朝から弓を賜ったことを面目としていた。

## 画像集

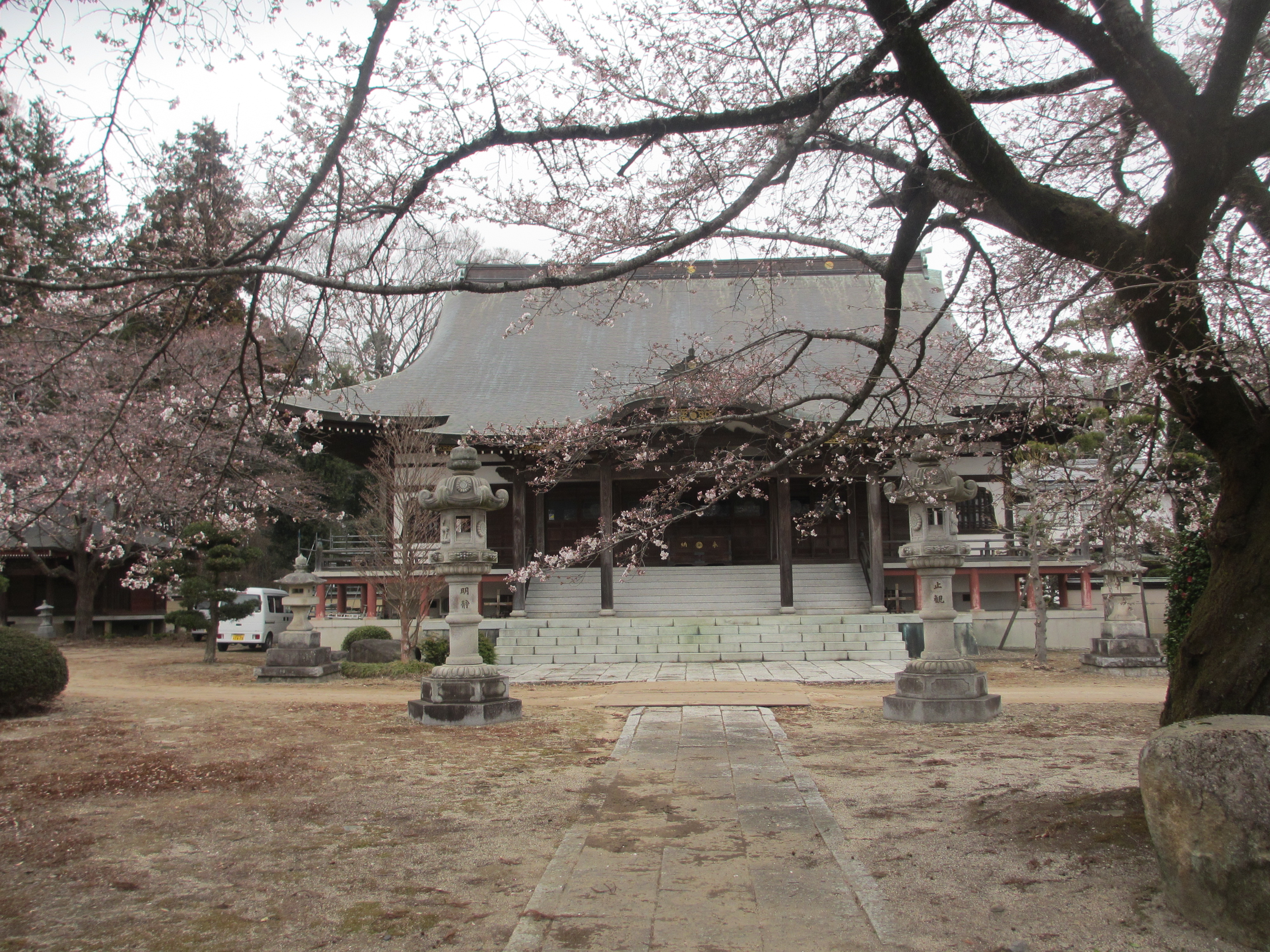
宗光寺本堂（栃木県真岡市長沼698。真岡鐵道久下田駅から4,3 km)
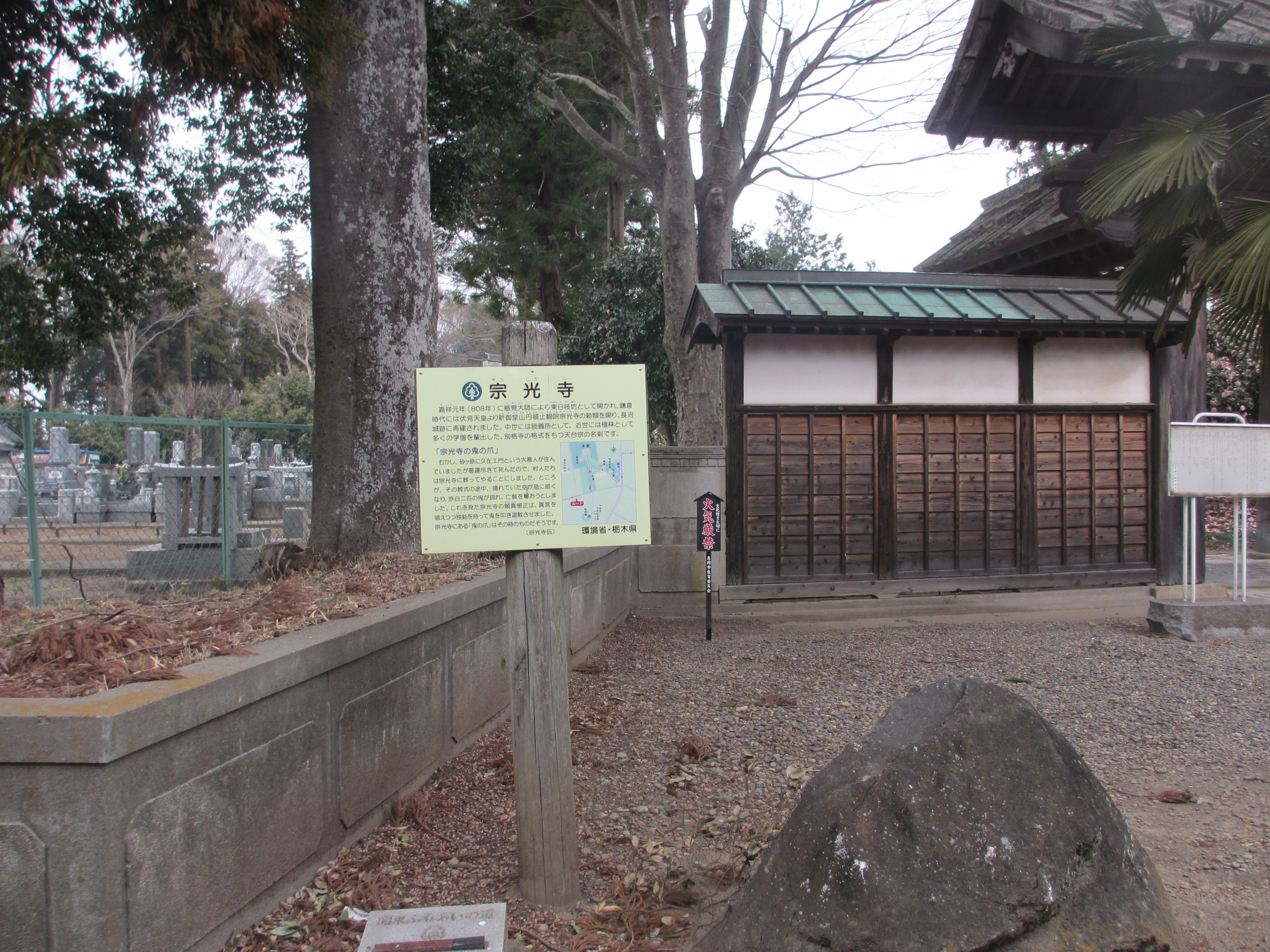
宗光寺案内板（山門左、本堂右側道→先に長沼宗政公墓所）
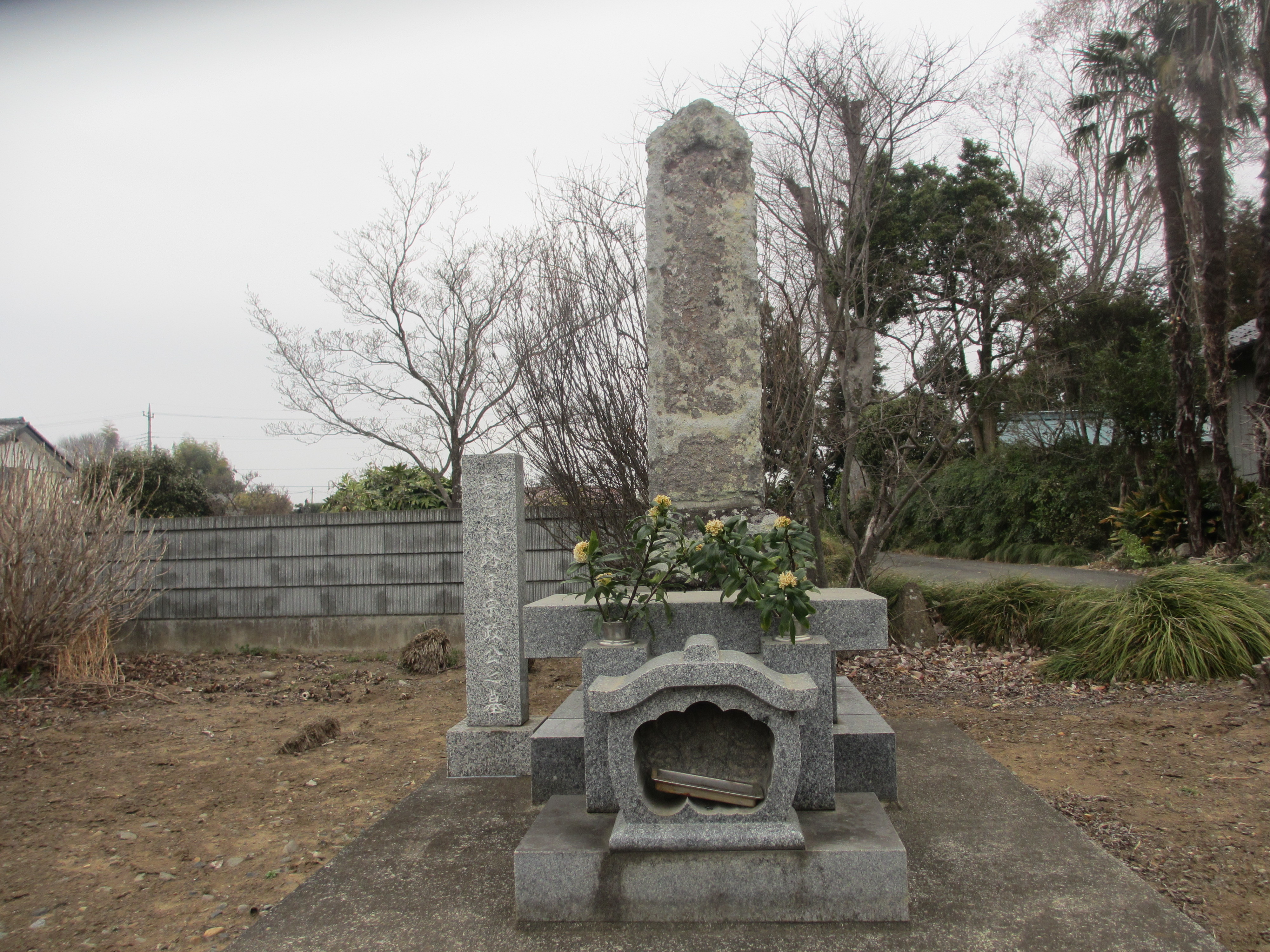
長沼淡路守宗政公之墓（墓石自体には碑文確認できず）

## 関連作品
- 『鎌倉殿の13人』（2022年、NHK大河ドラマ、演：清水伸）